# Патент 102
„Патент 102” је југословенски ТВ филм из 1963. године. Режирао га је Ангел Миладинов а сценарио је написао Крешо Новосел.

## Улоге
| Глумац            | Улога |
| ----------------- | ----- |
| Јагода Антунац    |       |
| Виктор Бек        |       |
| Мато Јелић        |       |
| Божена Краљева    |       |
| Андро Лушичић     |       |
| Фабијан Шоваговић |       |